# Jugoslovanska hokejska liga 1977/78
Sezona 1977/78 jugoslovanske hokejske lige je bila petintrideseta sezona jugoslovanskega prvenstva v hokeju na ledu. Naslov jugoslovanskega prvaka so osemnajstič osvojili hokejisti slovenskega kluba HK Jesenice. 

## Končni vrstni red
1. HK Jesenice
2. HK Olimpija Ljubljana
3. KHL Medveščak
4. HK Kranjska Gora